# Sistema de bibliotecas públicas de Medellín
El Sistema de bibliotecas públicas de Medellín constituye una red integrada de bibliotecas que colaboran para mejorar el acceso a la información y alcanzar otros objetivos, tales como la implementación de proyectos orientados al desarrollo educativo y social de la región. En la actualidad, el Sistema incluye un total de 26 bibliotecas públicas y una especializada, que están bajo la supervisión de la secretaría de cultura ciudadana. Este sistema trabaja en conjunto con la Red de Bibliotecas Públicas de Medellín y el Área Metropolitana, integrando así las bibliotecas del Valle de Aburrá, así como las que forman parte de la alcaldía de Medellín y los parques biblioteca construidos hasta el momento. Las bibliotecas del conjunto se dedican a la conservación y a la disponibilidad de una amplia gama de soportes documentales para la ciudadanía, que abarcan desde libros impresos y videos hasta materiales multimedia, revistas y textos en línea, así como diversas iniciativas culturales.

## Historia
Con la promulgación del Decreto 151 en el año 2000, se instituyó la Secretaría de Cultura Ciudadana, lo que resultó en la transformación de las Bibliotecas Públicas Escolares en Bibliotecas Públicas, las cuales ahora están bajo la supervisión de esta secretaría.
A través del Acuerdo 048 de 2006, se funda en ese mismo año el Sistema de Bibliotecas Públicas de Medellín —SBPM—, que incluye a la Biblioteca Pública Piloto para América Latina como una entidad descentralizada del distrito de Medellín. La creación del SBPM también dio inicio al ciclo de los primeros parques biblioteca.
Desde el 2008, se ha dado un nuevo impulso al Sistema de Bibliotecas Públicas de Medellín, con la remodelación, renovación y mejora de los servicios bibliotecarios que anteriormente eran ofrecidos por las bibliotecas públicas escolares, comenzando a ser denominadas bibliotecas de proximidad.
En 2012, se instituyó la Subsecretaría de lectura, bibliotecas y patrimonio por medio del decreto 1364 de ese mismo año. Esta oficina es responsable de ejecutar las funciones que le son asignadas a la secretaría de cultura ciudadana.

## Componentes
El Sistema de Bibliotecas Públicas de Medellín se integra por 35 unidades de información que se encuentran en ubicaciones estratégicas dentro de 13 comunas y cuatro corregimientos de la ciudad, las cuales abarcan bibliotecas, parques bibliotecas y centros de documentación. Cada una de estas unidades presenta características y niveles de desarrollo disímiles, así como diversas condiciones legales, administrativas y de recursos. La finalidad es garantizar el acceso libre a la información, la lectura, el conocimiento, el pensamiento y la cultura, contribuyendo a la creación de una sociedad participativa y democrática.
El Sistema de Bibliotecas Públicas de Medellín está conformado por:

### Parques biblioteca
Entendidos como un punto focal de desarrollo cultural, que trasciende la concepción clásica de la biblioteca, estos espacios refuerzan los lazos sociales mediante una serie de servicios que promueven el acceso a oportunidades culturales, influyendo en la transformación de los entornos y de los ciudadanos que respetan, valoran y protegen la vida.

### Bibliotecas de proximidad
Las bibliotecas públicas de dimensiones pequeñas y medianas han adquirido un papel fundamental como referentes en los barrios y corregimientos, impulsando las prácticas locales, facilitando el acceso y la creación de información y conocimiento, y fomentando la convivencia y el respeto por la vida.

### Centros de documentación
Definidos como componentes de información, que desempeñan una función crucial en la conexión de la cadena del conocimiento, atendiendo necesidades concretas y especializadas mediante información orientada a la planificación urbana, el medio ambiente, la memoria y la primera infancia, para los usuarios que buscan avanzar en su desarrollo profesional o laboral.

### Biblioteca Pública Piloto
La Biblioteca Pública Piloto para Américalatina y filiales, es el ente descentralizado del municipio de Medellín, que opera como biblioteca patrimonial, tiene la responsabilidad de compartir lineamientos, políticas y recursos que faciliten un acceso transparente para los usuarios. La BPP gestiona la implantación de servicios en los parques bibliotecas a través de contratos interadministrativos, ofreciendo su trayectoria y experiencia en beneficio de la ciudad.

### Archivo histórico de Medellín
Se establece como una de las estrategias contempladas en el Plan de Desarrollo Cultural de Medellín —Acuerdo 041 de 1990—, en virtud de la importancia práctica de la investigación para la búsqueda, interpretación y transformación del esquema general del ser humano en su relación con el entorno ambiental y social. En este contexto, se desarrolla la idea del Proyecto Archivo Histórico, que aboga por el reconocimiento de los archivos como elementos integrales del patrimonio cultural e histórico de la ciudad.

## Premios
La calidad de este proyecto innovador en el ámbito del desarrollo cultural y comunitario ha sido reconocida en numerosas ocasiones.
- 2007
  - Premio Global Knowledge Partnership y Revista Semana, catalogan parques bibliotecas entre los de mejores proyectos del año.[5]
- 2008
  - Parque biblioteca España y Parque biblioteca San Javier son premiados como la mejor obra de arquitectura y la mejor obra iberoamericana en arquitectura y diseño en el VI Bienal iberoamericano de arquitectura y urbanismo en Portugal.[5]
- 2009
  - Biblioteca Pública Piloto Filial San Javier – La Loma gana el premio Golden Nica de Oro, en la categoría de Comunidades digitales por el proyecto HiperBarrio.[5]
  - Premio ATLA por Acceso al conocimiento reconocimiento entregado en Milán- Italia, por la Fundación Bill & Melinda Gates.[5]
- 2010
  - El Parque biblioteca Santo Domingo fue catalogado por el portal de la empresa de comunicaciones, Matador Network como una de las bibliotecas más «espectaculares» del mundo.[5]
  - Premio IBBY-Asahi de Promoción de la lectura, por el proyecto PL Y¨PP en Asociación con la Fundación Taller de Letras Jordi Sierra i Fabra[5]
- 2012
  - Biblioteca Fernando Gómez Martínez gana el Premio Reina Sofía Accesibilidad para personas con discapacidad.[5]
- 2013
  - Biblioteca Fernando Gómez Martínez gana el premio EIFL-PLIP a la innovación, reconoce los servicios innovadores de las bibliotecas para mejorar las vidas de sus comunidades a través de las tecnologías de la información y las comunicaciones —TIC—, por su programa Otras formas de leer y escribir.[5]
- 2014
  - Biblioteca Pública Piloto Filial San Javier – La Loma gana el premio Chris Nicol de Software libre, por su proyecto Nuestra Red: LaLoLib. Entregado por la Agencia para el Desarrollo de las Comunicaciones —APC—, Barcelona.[5]
  - Biblioteca Pública Piloto Filial San Javier – La Loma gana el premio Public Library Innovation Award, EIFL, con su programa de mapeo social y comunitario. Proyecto desarrollado en asocio con la comunidad de práctica ConVerGentes.[5]
- 2021
  - Biblioteca pública corregimental Santa Elena, recibe el Premio nacional de bibliotecas públicas Daniel Samper Ortega en edición especial que reconoce la excelencia en la prestación de servicios, capacidad de adaptación y resistencia a situaciones adversas, por lo sucedido por la pandemia del COVID 19.[5]
- 2022
  - Parque Biblioteca Presbítero José Luis Arroyave, San Javier, gana el Premio nacional de bibliotecas públicas Daniel Samper Ortega en la categoría Memoria y cultura.[5]
- 2023
  - Premio Internacional PressReader en mercadeo de bibliotecas de la Federación Internacional de Asociaciones e Instituciones Bibliotecarias —IFLA— por la estrategia La vuelta al mundo en 26 bibliotecas.[5]
- 2024
  - El Sistema de bibliotecas públicas de Medellín ha recibido una asignación de 10.000 dólares estadounidenses para la Re-Prueba del Estudio de Valor Económico y Social - EVES 2025. En 2019, esta investigación reveló, mediante datos y conceptos, la importancia de las bibliotecas públicas para los ciudadanos de Medellín.[5]